# Grigorij Potanin
Grigorij Nikolajevitj Potanin (ryska: Григорий Николаевич Потанин), född 4 oktober 1835, död 30 juni 1920, var en rysk upptäcktsresande. 
Potanin gjorde flera expeditioner i inre Asien tillsammans med sin hustru Aleksandra Potanina. 
Asteroiden 9915 Potanin är uppkallad efter Grigorij Potanin. Även arter som heter potaninii har fått sitt namn efter honom. 
Auktorsnamnet Potanin kan användas för Grigorij Potanin i samband med ett vetenskapligt namn inom botaniken; se Wikipediaartiklar som länkar till auktorsnamnet.